# Neerlandés enano
El Neerlandés enano o Neerlandés Dwarf es una raza de conejo doméstico que se originó en los Países Bajos. Con un peso de 1,1 a 2,5 libras (0,50 a 1,13 kg), el Neerlandés enano es una de las razas de conejos más pequeñas. Su popularidad como mascota o conejo de exhibición puede deberse a su apariencia neoténica. El  Neerlandés enano está reconocido tanto por la Asociación Estadounidense de Criadores de Conejos (ARBA)  como por el Consejo Británico de Conejos (BRC).  El enano holandés se confunde a menudo con el polaco raza de conejo, pero este último tiene orejas más largas, una cabeza no braquicefálica y menos cobbiness.

## Historia
La raza Neerlandés enano se produjo por primera vez en los Países Bajos a principios del siglo XX. Los conejos polacos pequeños se criaron con conejos salvajes más pequeños;  después de varias generaciones, el animal resultante fue un conejo doméstico muy pequeño disponible en una amplia variedad de colores y patrones. Los Neerlandés enano se importaron por primera vez al Reino Unido en 1948.  En las décadas de 1960 y 1970, Estados Unidos importó sus primeros conejos netherland enano. La raza fue aceptada por la Asociación Estadounidense de Criadores de Conejos en 1969 utilizando una modificación del estándar británico.
Los primeros conejos enanos, incluso en las décadas de 1970 y 1980, tenían temperamentos temerosos y, a veces, agresivos. Esto fue el resultado de que los criadores seleccionaron animales reproductores salvajes por su tamaño. Los primeros conejos enanos se comportaron más como estos conejos salvajes que como animales domésticos y no eran buenas mascotas. Sin embargo, a través de generaciones de cría selectiva , el enano holandés moderno se ha convertido en un conejo mascota amable y amigable, aunque todavía puede conservar una disposición más enérgica que las razas más grandes.

## Apariencia

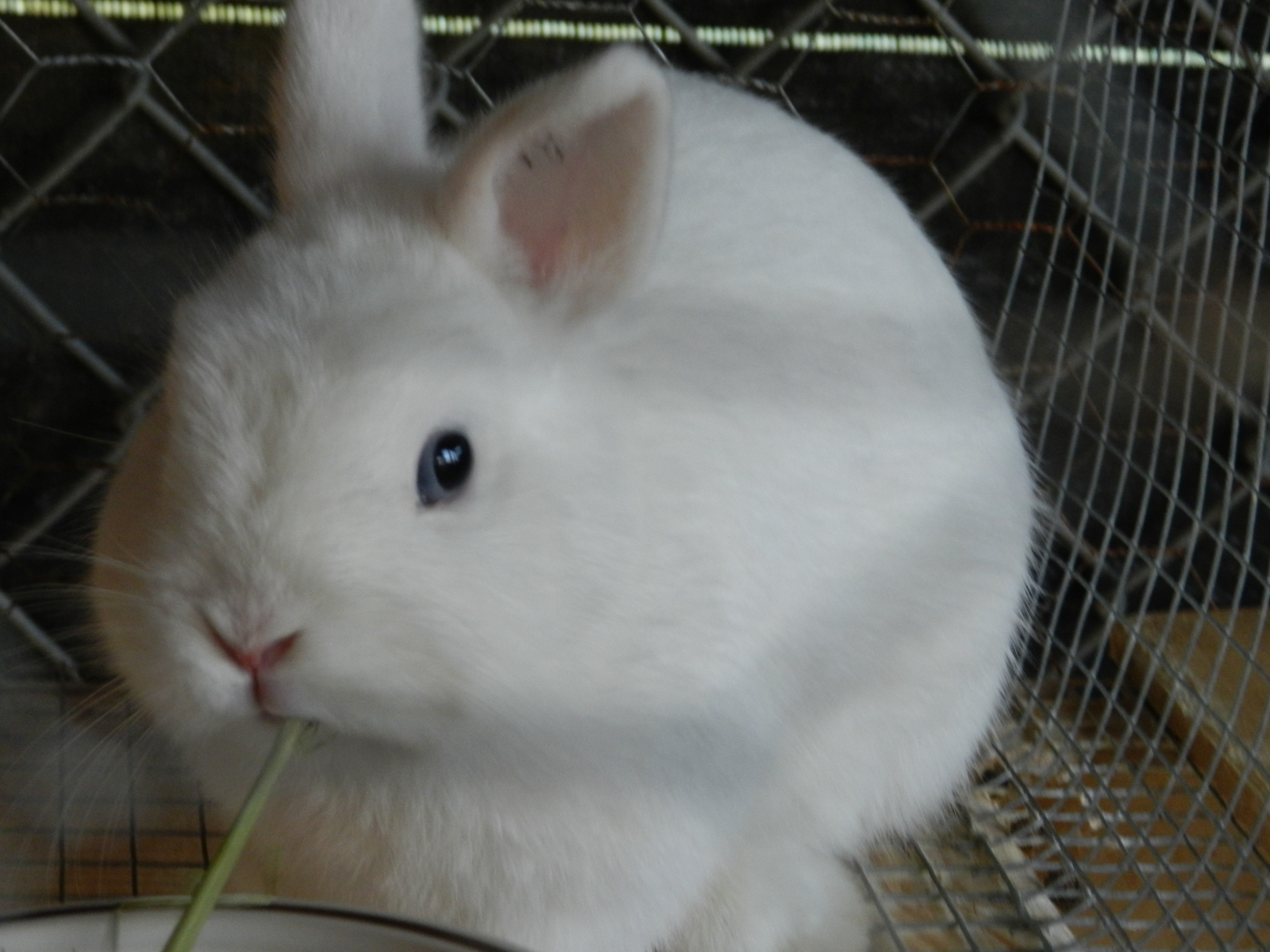
Joven enano holandés de ojos azules comiendo heno de Timothy.

La cabeza y los ojos del Neerlandés enano son desproporcionadamente grandes con respecto a su cuerpo corto y robusto ("cobby"). Sus orejas son notablemente cortas y elevadas en la cabeza y su cara es redondeada y braquicefálica. Estas características neoténicas , resultado del enanismo , hacen que el enano holandés conserve una apariencia infantil incluso en la edad adulta.
El Neerlandés enano se ha criado en una amplia variedad de colores, que incluyen: Ruby Eyed White, Blue Eyed White, Black, Blue, Chocolate, Lilac, Red, Siamese Sable, Siamese Smoke, Sealpoint, Blue Point, Chocolate Point , Tortoiseshell, Agouti, Red Agouti, Opal, Canela, Lince, Chinchilla, Ardilla, Bronceado, Marten Sable, Marten Smoke, Black Otter, Blue Otter, Chocolate Otter, Lilac Otter, Fox, Orange, Fawn, Hotot, Himalayan, Harlequin, Urraca, Roto, Mariposa y Manto EMD .

## Neerlandés enano como mascotas
Debido a su tamaño y disposición general, los enanos holandeses a menudo no son buenas mascotas para los niños (aunque la idoneidad variará entre los conejos individuales). A menudo hay un desajuste con los niños pequeños, porque les gusta jugar con la mascota o levantarla para abrazarla. A los conejos enanos no les gusta que los levanten o los sujeten con fuerza; y pueden morder, rascar o luchar salvajemente si el niño lo hace. Esto a menudo conduce a accidentes si el niño los deja caer por miedo, lo que provoca lesiones graves porque un conejo tiene huesos muy frágiles. Se recomiendan las razas más grandes de conejos para los niños, porque tienen menos problemas de temperamento.
Sin embargo, los conejos enanos pueden ser excelentes mascotas para adultos. Prosperan en un entorno tranquilo y estable con mucha interacción humana. Son entrenables, silenciosos y limpios. Las necesidades de aseo son mínimas, pero el conejo disfruta de un cepillado diario. Se necesita tiempo para vincularse con el conejo y generar confianza, porque las razas enanas suelen ser más nerviosas y distantes que las razas más grandes. Sin embargo, cuando el conejo se ha unido a su dueño, se convierten en mascotas cariñosas.
La esperanza de vida de los enanos holandeses domesticados es de 10 a 12 años.

## Comportamiento
Se les puede entrenar para tirar basura porque tienen una tendencia natural a elegir el mismo lugar para sus excrementos y tienen una inteligencia mucho más alta que la mayoría de los conejos, lo que hace que sea más fácil entrenarlos.
Los enanos holandeses pueden ser asustadizos, salvajes o de naturaleza desagradable. Este es un estereotipo sobrante de los inicios de la raza. Esto ha cambiado gracias a la cría selectiva; sin embargo, son asustadizos y distantes. Son extremadamente activos y enérgicos, y requieren la misma cantidad de ejercicio que otras razas de conejos. También tienen una mayor tendencia al nerviosismo y al estrés. Como ocurre con cualquier especie, la disposición variará de un individuo a otro.

## Alimentación

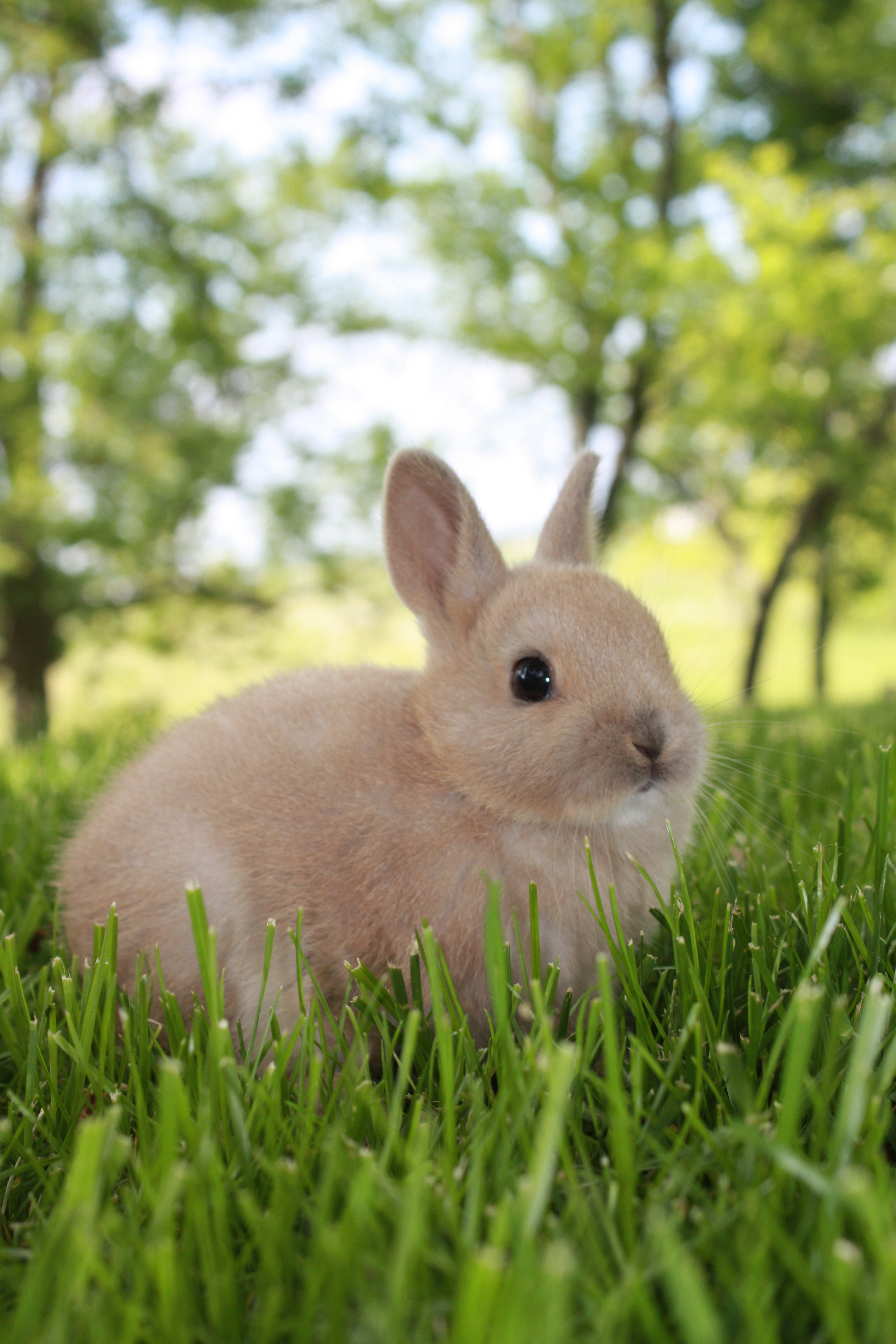
Un conejo neerlandés enano de 4 semanas de una camada de cuatro en St. Catharines, ON, Canadá.

Su dieta consiste en pellets de buena calidad, verduras y un suministro ilimitado de heno. Las hortalizas de raíz y las frutas tienen un alto contenido de azúcar y no deben administrarse con frecuencia ni en grandes cantidades. Los pellets se deben alimentar en cantidades limitadas: 1/8 de taza por libra de peso corporal. También se deben dar verduras, es decir, verduras de hojas verdes oscuras, en 2 tazas o más por cada 6 libras de peso corporal.
A una edad juvenil, los neerlandés enano (como la mayoría de las otras razas de conejos) deben ser alimentados con cantidades ilimitadas de pellets de alfalfa y heno. A medida que envejecen, la alfalfa debe ser reemplazada gradualmente por otros henos y pellets. Los gránulos deben reducirse a proporción con el peso del conejo.

## Razas enanas

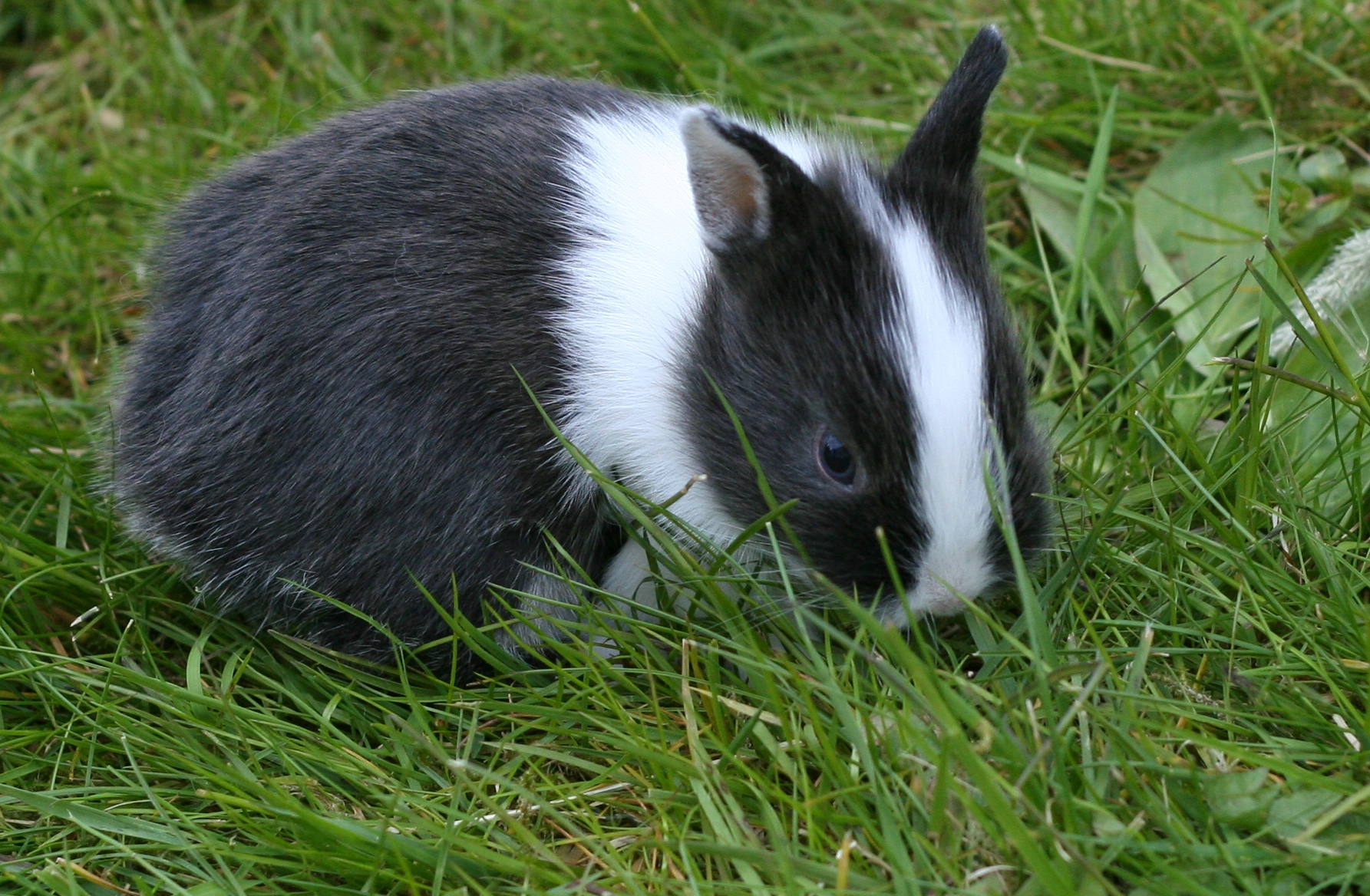
Neerlandés enano

Las razas de conejos derivadas de la cría de conejos más grandes con el Neerlandés enano (o cualquier conejo con un gen enano) se conocen como razas enanas. La mayoría de las razas más pequeñas, como el Mini Rex, el Jersey Wooly, y Holland Lop, son el resultado de tales criaderos. En general, las razas enanas son un poco más grandes que las típicas enanas holandesas, y no crecen más de 4 a 5 libras (1.8 a 2.3 kg). La mayoría tiene caras más cortas en comparación con los conejos más grandes, y algunos incluso conservan la cabeza redondeada, los ojos grandes o las orejas pequeñas del enano holandés. Estas características los hacen parecer pequeños. Específicamente, el cuerpo de Neerlandés enano debe ser redondo, compacto e igualmente ancho de adelante hacia atrás. Los conejos enanos también tienen patas cortas y una cabeza grande en relación con el cuerpo. Sus frentes son anchas y tienen un hocico bien desarrollado. Además, los ojos son grandes y prominentes. Sus orejas están erectas y juntas, alcanzando entre una y tres pulgadas de largo. Tienen que ser más cortos de 2 pulgadas y media (ARBA), si no, esta es una descalificación de la competencia en la raza  Neerlandés enano. Los conejos enanos generalmente pesan de 2 a 2.5 libras según ARBA.